# Cebrella
Cebrella is een geslacht van vlinders uit de familie van de Lycaenidae, de kleine pages, vuurvlinders en blauwtjes. De wetenschappelijke naam en de beschrijving van dit geslacht zijn voor het eerst gepubliceerd in 1983 door John Nevill Eliot en Akito Kawazoé.

## Soorten
- Cebrella lingga (Moulton, 1912)
- Cebrella matanga (Chapman, 1911)
- Cebrella nigerrimus (Moulton, 1911)
- Cebrella pellecebra (Fruhstorfer, 1910)
- Cebrella penelope Eliot & Kawazoé, 1983